# Préfecture de Shahrekord
La préfecture de Shahrekord (en persan: شهرستان شهرکرد, shahrestān-e Shahrekord) est l'une des 10 préfectures (shahrestān) de la province de Chahar Mahaal et Bakhtiari (Iran). La préfecture de Shahrekord comptait 283210 habitants lors du recensement de 2006 faisant d'elle la plus importante préfecture de la province en nombre d'habitants.

## Géographie
La préfecture de Shahrekord est située au nord de la province de Chahar Mahaal et Bakhtiari. Elle est divisée en trois districts (bakhsh): le district central, district de Laran et le district de Farokhshahr. Son chef-lieu est la ville de Shahrekord, également capitale de la province et compte huit autres villes: Farokhshahr, Soureshjan, Kian, Hafshejan, Nafesh, Sudejan, Taghanak et Haruni. 